# Oggy e i maledetti scarafaggi - Il film
Oggy e i maledetti scarafaggi - Il film (Oggy et les Cafards, Le Film) è un film d'animazione del 2013 diretto da Olivier Jean-Marie e prodotto da Marc du Pontavice. È un lungometraggio tratto dalla serie animata francese Maledetti scarafaggi della Xilam.
Il film si colloca cronologicamente fra la quarta e la quinta stagione della serie animata.

## Trama
Il film narra l'evolversi dello scontro eterno tra gli antenati e i discendenti del gatto Oggy contro quelli dei diabolici e golosi scarafaggi Joey, Marky e Dee Dee nel corso della storia dell'umanità, sin dal suo inizio attraverso quattro storie.

### Fine del Paleolitico
La prima vicenda è ambientata durante la fine del Paleolitico, nei primi villaggi abitati dai gatti cavernicoli. L'antenato di Oggy era l'assistente Oggy Magnon del Gatto erectus, il primo gatto che scoprì il fuoco durante un violento temporale avvenuto quando Magnon era ancora un bambino. Da quel giorno il povero gatto blu iniziò ad aver paura delle fiamme dopo averle toccate ed essersi bruciato. Un giorno il Gatto erectus dovette allontanarsi per pochi minuti dalla sua abitazione costringendo Magnon a controllare il fuoco durante la sua assenza. Sfortunatamente gli antenati degli scarafaggi cercarono in tutti i modi possibili di rubare il fuoco e alla fine Joey lo spense accidentalmente con uno starnuto, dato che è allergico. Il Gatto erectus tornò a casa e, credendo che Magnon fosse stato responsabile dell'incidente, lo colpevolizzò dinanzi a tutto il villaggio e lo mandò a prendere accompagnato dall'antenato di Jack dell'altro fuoco dal vulcano della foresta lì vicina. Quando però Magnon e Jack stavano per portare positivamente a termine il loro lavoro, arrivarono gli scarafaggi che dopo un altro loro scherzo caddero insieme ad Magnon nel vulcano, il quale fortunatamente presentava all'interno un bosco preistorico. Improvvisamente apparvero dei cani appartenenti ad una tribù capeggiata da Bob che catturarono Magnon per mangiarlo, ma il loro piano fallì in quanto quest'ultimo fu salvato e nascosto dall'antenata di Olivia. Magnon si innamorò di lei e, mentre Jack riuscì a raggiungerlo, scoprì che la gatta aveva scelto di non tornare a vivere in superficie per non abbandonare la propria casa (rappresentata da un fiore alto 10 m). Intanto gli scarafaggi si allearono con Bob e, riuscendo a rubare del fuoco dopo aver incendiato la casa di Olivia, riuscirono a far catturare la giovine gatta e Jack. Magnon era l'unico che poteva salvarli e per farlo doveva vincere le sue paure delle fiamme una volta per tutte e utilizzarle subito dopo averle accese con delle pietre rocciose usate da Olivia. La missione di Magnon si svolge positivamente e i tre tornarono in superficie dove scoprirono che gli scarafaggi hanno schiavizzato i gatti delle caverne subito dopo aver riportato il fuoco al villaggio. Magnon li sfidò e alla fine Joey spense il fuoco con un ennesimo starnuto e venne inseguito con Marky e Dee Dee da una folla inferocita. Così Magnon riuscì a guadagnarsi il perdono e il consenso della popolazione e accese delle nuove fiamme con le rocce di Olivia.

### Medioevo
La seconda storia è ambientata nel Medioevo. Il re dei gatti Oggy I, famoso per aver sconfitto in passato il re degli scarafaggi, decise di dare il trono al figlio, il principe Oggy II, il quale tuttavia aveva altri interessi da lui più apprezzati rispetto alle azioni di un vero re utilizzando un fedele acchiappamosche come arma di difesa. Dopo aver tentato invano di trovare per il principe una compagna di vita, i genitori decisero di mandarlo a caccia nella foresta accompagnato dal servo reale Jack. Anche questo tentativo si dimostrerà inutile, ma offrirà ad Oggy II un ottimo dono: egli si imbatté con un'antenata di Olivia amante della natura e degli animali. Per i due era nato un nuovo amore, ma anche stavolta Joey, Marky e Dee Dee mandarono tutto a monte alleandosi con Bob, rapendo Olivia e rinchiudendola in un antico castello per vendicarsi della sconfitta del re degli scarafaggi. Oggy II e Jack riuscirono a scoprire dove era fatta prigioniera la fanciulla e andarono a salvarla dando vita a un nuovo scontro con gli scarafaggi. Oggy II riuscì a vincere contro il malefico gruppo d'insetti e tornato al palazzo reale fece organizzare il suo matrimonio con Olivia. Durante le celebrazioni Joey decise di rubare la futura spada del principe facendola distruggere in mille pezzi durante un altro inseguimento con lui dove ne uscirà fallito. Malgrado il disastro, Oggy I donerà al figlio una nuova spada più leggera della prima come segno di gratitudine e di eroicità.

### Londra, ultimi giorni del 1899
La terza vicenda si svolge a Londra negli ultimi giorni del 1899. Qui l'antenato di Oggy interpretava i panni del Dottor Watson, aiutato da Jack Sherlock Holmes, l'allora investigatore per la Scotland Yard che aveva come ispettore l'antenato di Bob. Un giorno si presentò una nuova cliente, l'orologiaia Olivia che denunciò il misterioso furto di una manopola che sarebbe servita per il funzionamento del Big Ben per quella stessa sera durante il Capodanno per gli inizi del XX secolo. Il ladro non era altro che l'antenato di Joey, scarafaggio che in precedenza aveva buttato in una cascata Sherlock e che adesso assieme a Marky e Dee Dee aveva rubato la manopola per donarla al loro capo, un losco millepiedi. Watson riuscì a scoprire gli scarafaggi grazie alla sua tecnica delle impronte e Sherlock riuscì a farli arrestare da Bob subito dopo averne parlato con il millepiedi. Questi non si diede per vinto e durante la parlata con Sherlock Holmes rubò di nascosto lo Yo-yo dell'investigatore, gli mise in tasca la manopola e subito dopo si fece aiutare dagli scarafaggi a rubare una bomba protetta dalla polizia in massima sicurezza. I tre insetti misero al posto della bomba lo Yo-yo di Sherlock facendosi scarcerare e arrestare lui ingiustamente. Watson e Olivia riuscirono a far evadere Sherlock e insieme si nascosero dove un tempo abitava l'Olivia medievale. Qui scoprirono che la manopola nascosta nella tasca di Sherlock dal millepiedi è falsa in quanto è fatta di cioccolato. Così i tre gatti tornarono a Londra dove fermarono il piano degli scarafaggi e disattivarono la bomba proprio quando stavano per iniziare le celebrazioni dell'arrivo del 1900; tuttavia fermare l'esplosione è stato così difficile che i tre amici si erano dimenticati di inserire la manopola rubata causando la distruzione del Big Ben. Sherlock e Watson sono così costretti a scappare dalla polizia.

### Futuro
La quarta ed ultima storia riprende spunto dalla saga cinematografica di Guerre stellari. Oggy e Jack vivono nello spazio futuristico e cercano di fermare le invasioni da parte di Bob e degli scarafaggi. Alla fine la torre di controllo del bulldog verrà distrutta in seguito ad un'esplosione. Oggy, frammentato in mille pezzi, cade con gli scarafaggi sulla Terra dove continua il suo litigio eterno con loro come all'inizio del film.

## Distribuzione
Il film è stato distribuito nelle sale francesi il 7 agosto 2013, raggiungendo soltanto al primo giorno di presentazione un numero di spettatori superiore di 61.730 rispetto ai 12.836 di Parigi. In Italia i diritti del film sono stati acquistati da Discovery Italia. È stato trasmesso per la prima volta, in contemporanea su K2 e Frisbee, il 27 settembre 2015. Ha inoltre la grafia e lo stile della quarta stagione del cartone.
| Paese         | Distribuzione | Rete                 | Data              |
| ------------- | ------------- | -------------------- | ----------------- |
| Argentina     | Televisione   | Cartoon Network      | 4 ottobre 2014    |
| Australia     | Televisione   | Network Ten          | 13 novembre 2013  |
| Barbados      | Home video    | —                    | 12 dicembre 2013  |
| Belgio        | Home video    | —                    | 8 settembre 2013  |
| Bolivia       | Internet      | –                    | 22 giugno 2023    |
| Brasile       | Televisione   | Cartoon Network      | 5 giugno 2014     |
| Canada        | Televisione   | Family Channel e ABC | 4 novembre 2014   |
| Danimarca     | Televisione   | Fox                  | 5 agosto 2014     |
| Francia       | Cinema        | —                    | 7 agosto 2013     |
| Ghana         | Televisione   | –                    | 28 giugno 2023    |
| India         | Home video    | —                    | 8 dicembre 2013   |
| Indonesia     | Home video    | —                    | 7 settembre 2013  |
| Irlanda       | Cinema        | —                    | 19 febbraio 2014  |
| Islanda       | Cinema        | —                    | 8 ottobre 2013    |
| Italia        | Televisione   | K2 e Frisbee         | 27 settembre 2015 |
| Nuova Zelanda | Televisione   | Funny TV             | 26 settembre 2013 |
| Paesi Bassi   | Home video    | —                    | 7 novembre 2013   |
| Regno Unito   | Home video    | —                    | —                 |
| Russia        | Home Video    | —                    | 23 novembre 2013  |
| Spagna        | Televisione   | Disney Channel       | 14 agosto 2013    |
| Stati Uniti   | Televisione   | Discovery Family     | 24 novembre 2014  |

## Riconoscimenti
- 2013 - Seville European Film Festival
  - Miglior film a Olivier Jean-Marie
- 2013 - Tallinn Black Nights Film Festival
  - Candidatura per Miglior film per bambini a Olivier Jean-Marie